# Antoni Adamski

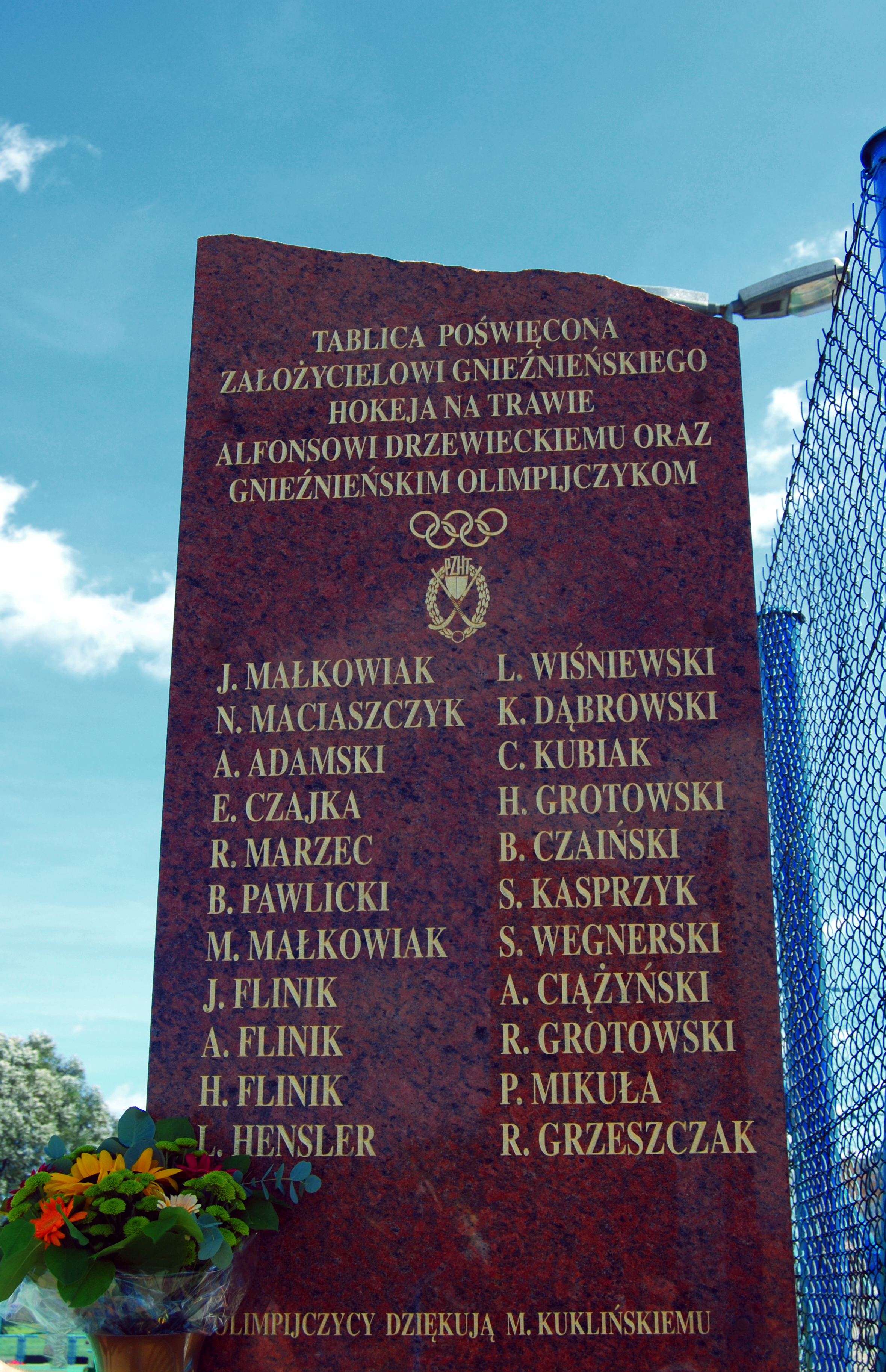
Tablica poświęcona Gnieźnieńskim olimpijczykom, wśród nich Antoni Adamski

Antoni Adamski (ur. 29 maja 1932 w Szczytnikach Duchownych, zm. 26 marca 2001 w Szczecinie) – polski hokeista na trawie, olimpijczyk, z wykształcenia inżynier elektryk.

## Życiorys
Syn Franciszka Adamskiego i Elżbiety Nowak. W 1948 rozpoczął naukę w Technikum Elektrycznym we Wrześni (obecnie Zespół Szkół Politechnicznych im. Bohaterów Monte Cassino) i był podopiecznym Tadeusza Krzywdzińskiego (jako uczeń reprezentował Polskę na Letnich Igrzyskach Olimpijskich w Helsinkach).
Zdobył sześć tytułów mistrza Polski jako zawodnik Spójni (1948-1953). W latach 1950–1953 występował w reprezentacji Polski, m.in. brał udział w Igrzyskach Olimpijskich w Helsinkach w 1952, w turnieju olimpijskim Polska zajęła 6. miejsce. W czasie kariery zawodniczej bronił barw Spójni Gniezno, AZS Szczecin, a w okresie służby wojskowej także OWKS Wrocław i WKS Poznań. Grał na pozycji pomocnika. Po zakończeniu kariery zawodniczej pozostał związany ze sportem jako działacz AZS Szczecin.
Dyplom inżyniera elektryka uzyskał na Politechnice Szczecińskiej.
Zmarł 26 marca 2001 w Szczecinie. Został pochowany na cmentarzu Centralnym w Szczecinie (kwatera 104).

## Życie osobiste
Był żonaty z Ireną Kozik (1934-2015), z którą miał dwie córki: Arletę Adamską-Sałaciak, profesor filologii angielskiej Uniwersytetu im. Adama Mickiewicza w Poznaniu oraz Magdalenę, lekarkę.
Hokej na trawie uprawiali trzej jego bracia – Heliodor (5-krotny mistrz Polski), Jan (3-krotny mistrz Polski) i Anatol – oraz kuzyn Narcyz (mistrz Polski).